# Zhang Yueran
Zhang Yueran (caratteri cinesi: 张悦然; pinyin: Zhāng Yuèrán) (Jinan, 7 novembre 1982) è una scrittrice cinese.

## Biografia
Nata nella provincia cinese dello Shandong, come la maggior parte dei cittadini cinesi della sua epoca è figlia unica. Suo padre, ex professore dell'Università dello Shandong, ha favorito lo sviluppo della passione per la letteratura e la carriera accademica di Zhang.
Entrata precocemente nel mondo letterario, Zhang ha vinto la competizione "New Concept Writing" della rivista letteraria Mengya nel 2001, a soli 19 anni.
L'autrice è a sua volta laureata all'Università dello Shandong e, in seguito, all'Università nazionale di Singapore.
Nel 2011 ha anche partecipato come ricercatrice "fellow" al Programma di Scrittura Internazionale della University of Iowa ad Iowa City.

## Carriera
Zhang è parte di una generazione di scrittori e pensatori cinesi nota com "Post 80s Generation" o "Balinghou", solitamente contrassegnata da temi di ribellione e nichilismo, insoddisfazione verso la società materialista e severa della Cina degli anni 2000 e solitudine. L'autrice, tuttavia, si discosta dai temi soliti della generazione "balinghou", le cui opere sono spesso state censurate in Cina, e viene invece apprezzata dal pubblico tanto quanto dalla critica.
In Italia, ha partecipato ad una raccolta di racconti di scrittori cinesi e italiani intitolata Gli Insaziabili. Sedici racconti tra Italia e Cina (ed. Nottetempo), pubblicata nel 2019. Nel 2019, Zhang ha anche partecipato al "Book Pride" (la Fiera Nazionale dell'Editoria Indipendente) di Milano, dove è avvenuta la prima presentazione ufficiale della raccolta.

## Vita privata
L'autrice è insegnante di Studi Letterari all'Università Renmin di Cina.

## Opere
- Girasole perso nel 1890 (葵花走失在1890, 2003)
- La distanza dei ciliegi (樱桃之远, 2004)
- Diesci storie d'amore (十爱, 2004)
- Il narciso è andato via sul dorso di una carpa (水仙已乘鲤鱼去, 2005)
- L'uccello della promessa (誓鸟, 2006)
- Il bozzolo (茧, 2016)